# 母里武兵衛
母里 武兵衛 （もり ぶへえ、生年不詳-1569年）は、戦国時代の武将。黒田家の家臣である。

## 略歴
永禄12年（1569年）、黒田氏と赤松政秀との間で起きた青山・土器山の戦いにおいて、先の戦で傷を負い満身創痍であった武兵衛は「これ程の傷を負ったものに出撃せよとは死ねということか」と官兵衛に反駁したが、「おそらくそうなるだろう」とだけ返された。武兵衛は先頭を切って赤松軍に突撃し、奮戦の末、7本の槍で貫かれ討ち死にした。